# Jules De Rode
Jean Baptiste Ghislain Jules De Rode (Leuven, 24 mei 1851 - Brussel, 1914), meest als Jules de Rode bekend, was een Belgisch advocaat, administrateur-generaal van de Openbare Veiligheid en secretaris-generaal van het Ministerie van Justitie.

## Levensloop
Jules De Rode was de zoon van een Leuvense arts. Hij promoveerde in 1873 tot doctor in de rechten aan de Katholieke Universiteit Leuven.
Hij trouwde in 1883 met Mathilde Lints.
Hij vestigde zich als advocaat in Leuven en werd er ook gemeenteraadslid. In 1882 trad hij toe tot de magistratuur en werd substituut van de procureur des Konings bij de rechtbank in Leuven.
In 1893 werd hij ambtenaar bij het Ministerie van Justitie, als directeur van de afdeling bevoegd voor criminaliteit, vanaf 1894 als directeur-generaal voor wetgeving, gerecht, gratieverlening. In 1900 werd hij directeur-generaal voor wetgeving en statistiek.
In 1904 bevorderde hij tot secretaris-generaal van het Ministerie van Justitie en bleef dit tot aan zijn dood in 1914.
Toen in 1903 de administrateur-generaal van de Staatsveiligheid François Delatour schielijk overleed, werd De Rode in zijn plaats benoemd, ten voorlopige titel. Hij vervulde deze functie tot in 1906.